# SC Marimex Kolín
SC Marimex Kolín (celým názvem: Sportovní klub SC Kolín) je český klub ledního hokeje, který sídlí v Kolíně ve Středočeském kraji. Založen byl 30. listopadu 1932. Od sezóny 2013/14 dostaly všechny kategorie jednotný název – SC Kolín. Klub je znám také pod přezdívkou Kolínští kozlové podle kolínské kapely Blue Bucks, která pro klub složila i neoficiální hymnu. Klubové barvy jsou modrá a bílá. Hlavním partnerem klubu je od roku 2021 společnost Marimex.

## Historie

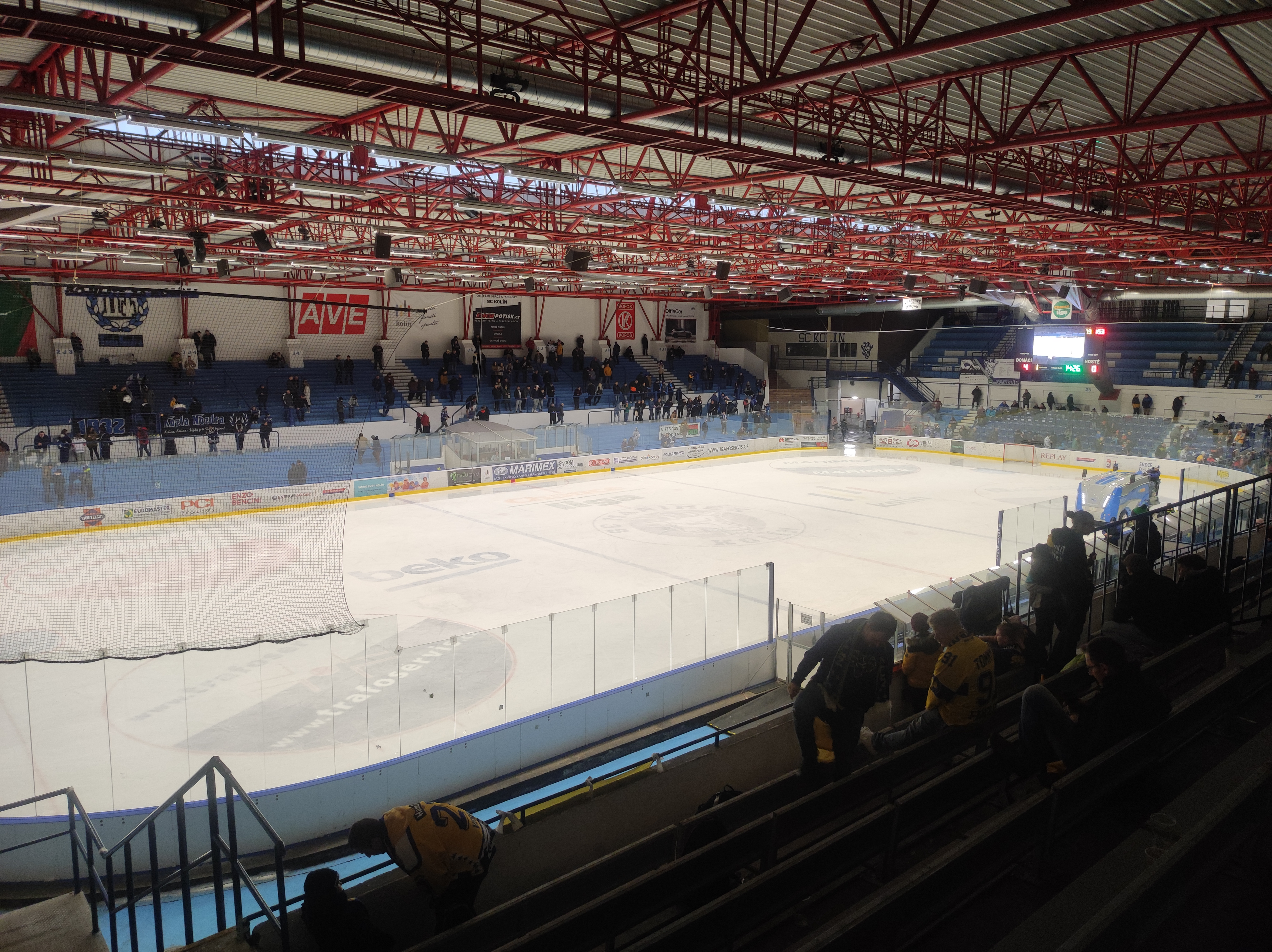
Interiér zimního stadionu v Kolíně (2024)

Klub vznikl v roce 1932 pod názvem AFK Kolín. V roce 1949 se sloučil s druhým hokejovým klubem ve městě HC Kolín. Největšího úspěchu se klub dočkal v sezoně 1961/62 klub vyhrál pod názvem TJ Spartak Tatra Kolín 2. nejvyšší československou hokejovou ligu a měl postoupit do nejvyšší. Možnost však z ekonomických a personálních důvodů nevyužil, na místo nich postoupil do soutěže tým Litvínova, který se v nejvyšší soutěži udržel dodnes. Klub se během historie pohyboval převážně v 2. až 3. nejvyšší soutěži. 
Od sezóny 1993/94 působí ve 2. lize, třetí české nejvyšší soutěži ledního hokeje. Například v sezoně 2013/2014 se Kolínští Kozlové ucházeli o místo v první lize spolu s Prostějovem, Berounem, Mostem a Sokolovem, a však neúspěšně. V sezóně 2019/20 se klub se ve své druholigové skupině umístil na prvním místě tabulky a jelikož soutěž nebyla dohrána z důvodu koronavirové pandemie, byla klubu společně s vítězi i dvou ostatních skupin (Vrchlabí a Šumperk) nabídnuta účast v druhé nejvyšší soutěži. Kolín tuto nabídku přijal a od sezóny 2020/21 hraje 1. ligu.

## Zimní stadion
Kozlové hrají na Zimním stadionu města Kolína, který prošel v předchozích letech rekonstrukcí osvětlení, ozvučení, strojovny, střechy a stěn. V sezoně 2016/17 byla nainstalována nová časomíra s videoprojekcí. V sezoně 2017/18 byly nainstalovány nové mantinely. Kapacita zimního stadionu je 4 500 míst, z toho 600 k sezení.

## Historické názvy
Zdroj: 
- 1932 – AFK Kolín (Atletický fotbalový klub Kolín)
- 1948 – Sokol Modrobílí Kolín
- 1949 – ZSJ ČSD Kolín (Závodní sokolská jednota Československých státních dráh Kolín)
- 1953 – DSO Spartak Tatra Kolín (Dobrovolná sportovní organisace Spartak Tatra Kolín)
- 1957 – TJ Spartak Tatra Kolín (Tělovýchovná jednota Spartak Tatra Kolín)
- 1972 – TJ Kolín (Tělovýchovná jednota Kolín)
- 1983 – TJ Tesla Kolín (Tělovýchovná jednota Tesla Kolín)
- 1991 – TJ SC Kolín (Tělovýchovná jednota SC Kolín)
- 2013 – SC Kolín (Sportovní klub SC Kolín)
- 2021 – SC Marimex Kolín (Sportovní klub Marimex Kolín)[5]

## Přehled ligové účasti
Stručný přehled
Zdroj: 
- 1936–1938: Středočeská II. třída – sk. Východ (3. ligová v Československu)
- 1943–1944: Divize – sk. Střed (2. ligová v Protektorátu Čechy a Morava)
- 1945–1946: Středolabská I. A třída – sk. ? (3. ligová v Československu)
- 1946–1949: Středočeská divize – sk. B (2. ligová v Československu)
- 1949–1950: Oblastní soutěž – sk. D1 (2. ligová v Československu)
- 1950–1951: Středočeská I. třída – sk. A (3. ligová v Československu)
- 1951–1952: Středočeská I. třída – sk. A (2. ligová v Československu)
- 1952–1953: Středočeská I. A třída – sk. A (2. ligová v Československu)
- 1956–1957: Oblastní soutěž – sk. D (3. ligová v Československu)
- 1957–1963: 2. liga – sk. A (2. ligová v Československu)
- 1963–1968: 2. liga – sk. B (2. ligová v Československu)
- 1968–1969: Středočeský krajský přebor (3. ligová v Československu)
- 1969–1973: 1. ČNHL – sk. A (2. ligová v Československu)
- 1973–1975: 2. ČNHL – sk. B (3. ligová v Československu)
- 1975–1977: 1. ČNHL (2. ligová v Československu)
- 1977–1979: 2. ČNHL – sk. B (3. ligová v Československu)
- 1979–1983: 1. ČNHL – sk. B (2. ligová v Československu)
- 1983–1985: 2. ČNHL – sk. C (3. ligová v Československu)
- 1985–1986: 2. ČNHL – sk. B (3. ligová v Československu)
- 1986–1987: 2. ČNHL – sk. C (3. ligová v Československu)
- 1987–1988: Středočeský krajský přebor (4. ligová v Československu)
- 1988–1991: 2. ČNHL – sk. B (3. ligová v Československu)
- 1991–1993: 2. ČNHL – sk. C (3. ligová v Československu)
- 1993–1996: 2. liga – sk. Východ (3. ligová v České republice)
- 1996–1997: 2. liga – sk. Západ (3. ligová v České republice)
- 1997–1998: 2. liga – sk. Východ (3. ligová v České republice)
- 1998–2001: 2. liga – sk. Západ (3. ligová v České republice)
- 2001–2008: 2. liga – sk. Střed (3. ligová v České republice)
- 2008–2009: 2. liga – sk. Západ (3. ligová v České republice)
- 2009–2013: 2. liga – sk. Střed (3. ligová v České republice)
- 2013–2016: 2. liga – sk. Západ (3. ligová v České republice)
- 2016–2020: 2. liga – sk. Střed (3. ligová v České republice)
- 2020–      : 1. liga (2. ligová v České republice)

Jednotlivé ročníky
Zdroj: 
Legenda: červené podbarvení = sestup, zelené podbarvení = postup, fialové podbarvení = reorganizace, změna skupiny či soutěže
| Československo (1936 – 1938)             |                                    |        |    |     |                                                                 |          |                  |
| Ročník                                   | Soutěž                             | Úroveň | PK | ZČ  | Play-off                                                        | Cel. um. | Pozn.            |
| 1936/1937                                | Středočeská II. třída – sk. Východ | 4.     | 6  | 3.  |                                                                 | 3.       |                  |
| 1937/1938                                | Středočeská II. třída – sk. Východ | 4.     | 5  | 2.  |                                                                 | 2.       | Reorganizace     |
| Protektorát Čechy a Morava (1939 – 1944) |                                    |        |    |     |                                                                 |          |                  |
| Ročník                                   | Soutěž                             | Úroveň | PK | ZČ  | Play-off                                                        | Cel. um. | Pozn.            |
| ...                                      |                                    |        |    |     |                                                                 |          |                  |
| 1943/1944                                | Divize – sk. Střed                 | 2.     | 4  | 4.  |                                                                 | 4.       | Sestup           |
| Československo (1945 – 1993)             |                                    |        |    |     |                                                                 |          |                  |
| Ročník                                   | Soutěž                             | Úroveň | PK | ZČ  | Play-off                                                        | Cel. um. | Pozn.            |
| 1945/1946                                | Středolabská I. A třída – sk. ?    | 3.     | ?  | 1.  |                                                                 | 1.       | Postup           |
| 1946/1947                                | Středočeská divize – sk. B         | 2.     | 6  | 2.  |                                                                 | 2.       |                  |
| 1947/1948                                | Středočeská divize – sk. B         | 2.     | 7  | –.  |                                                                 | –.       | Soutěž nedohrána |
| 1948/1949                                | Středočeská divize – sk. B         | 2.     | 7  | 5.  |                                                                 | 5.       | Reorganizace     |
| 1949/1950                                | Oblastní soutěž – sk. D1           | 2.     | 5  | 5.  |                                                                 | 5.       | Sestup           |
| 1950/1951                                | Středočeská I. třída – sk. A       | 3.     | ?  | ?.  |                                                                 | ?.       | Reorganizace     |
| 1951/1952                                | Středočeská I. třída – sk. A       | 2.     | 6  | 3.  |                                                                 | 3.       | Reorganizace     |
| 1952/1953                                | Středočeská I. A třída – sk. A     | 2.     | 6  | 4.  |                                                                 | 4.       | Reorganizace     |
| ...                                      |                                    |        |    |     |                                                                 |          |                  |
| 1956/1957                                | Oblastní soutěž – sk. D            | 3.     | 4  | 1.  |                                                                 | 1.       | Postup           |
| 1957/1958                                | 2. liga – sk. A                    | 2.     | 9  | 5.  |                                                                 | 5.       |                  |
| 1958/1959                                | 2. liga – sk. A                    | 2.     | 12 | 8.  |                                                                 | 8.       |                  |
| 1959/1960                                | 2. liga – sk. A                    | 2.     | 12 | 9.  |                                                                 | 9.       | Sestup           |
| 1960/1961                                | 2. liga – sk. A                    | 2.     | 12 | 3.  |                                                                 | 3.       |                  |
| 1961/1962                                | 2. liga – sk. A                    | 2.     | 12 | 1.  |                                                                 | 1.       | Postup           |
| 1962/1963                                | 2. liga – sk. A                    | 2.     | 12 | 7.  |                                                                 | 7.       |                  |
| 1963/1964                                | 2. liga – sk. B                    | 2.     | 8  | 2.  |                                                                 | 2.       |                  |
| 1964/1965                                | 2. liga – sk. B                    | 2.     | 8  | 4.  |                                                                 | 4.       |                  |
| 1965/1966                                | 2. liga – sk. B                    | 2.     | 8  | 3.  |                                                                 | 3.       |                  |
| 1966/1967                                | 2. liga – sk. B                    | 2.     | 8  | 6.  |                                                                 | 6.       |                  |
| 1967/1968                                | 2. liga – sk. B                    | 2.     | 8  | 8.  |                                                                 | 8.       | Sestup           |
| 1968/1969                                | Středočeský krajský přebor         | 3.     | ?  | 1.  |                                                                 | 1.       | Postup           |
| 1969/1970                                | 1. ČNHL – sk. A                    | 2.     | 16 | 11. |                                                                 | 11.      |                  |
| 1970/1971                                | 1. ČNHL – sk. A                    | 2.     | 16 | 10. |                                                                 | 10.      |                  |
| 1971/1972                                | 1. ČNHL – sk. A                    | 2.     | 16 | 14. |                                                                 | 14.      |                  |
| 1972/1973                                | 1. ČNHL – sk. A                    | 2.     | 16 | 13. |                                                                 | 13.      | Sestup           |
| 1973/1974                                | 2. ČNHL – sk. B                    | 3.     | 8  | 3.  |                                                                 | 3.       |                  |
| 1974/1975                                | 2. ČNHL – sk. B                    | 3.     | 8  | 1.  |                                                                 | 1.       | Postup           |
| 1975/1976                                | 1. ČNHL                            | 2.     | 12 | 7.  |                                                                 | 7.       |                  |
| 1976/1977                                | 1. ČNHL                            | 2.     | 12 | 10. |                                                                 | 10.      | Sestup           |
| 1977/1978                                | 2. ČNHL – sk. B                    | 3.     | 10 | 5.  |                                                                 | 5.       |                  |
| 1978/1979                                | 2. ČNHL – sk. B                    | 3.     | 8  | 3.  |                                                                 | 3.       | Postup           |
| 1979/1980                                | 1. ČNHL – sk. B                    | 2.     | 12 | 7.  |                                                                 | 7.       |                  |
| 1980/1981                                | 1. ČNHL – sk. B                    | 2.     | 12 | 4.  |                                                                 | 4.       | fin. sk.         |
| 1981/1982                                | 1. ČNHL – sk. B                    | 2.     | 12 | 9.  |                                                                 | 9.       | sk. o udr.       |
| 1982/1983                                | 1. ČNHL – sk. B                    | 2.     | 12 | 7.  |                                                                 | 7.       | Sestup           |
| 1983/1984                                | 2. ČNHL – sk. C                    | 3.     | 8  | 4.  |                                                                 | 4.       |                  |
| 1984/1985                                | 2. ČNHL – sk. C                    | 3.     | 8  | 6.  |                                                                 | 6.       |                  |
| 1985/1986                                | 2. ČNHL – sk. B                    | 3.     | 8  | 6.  |                                                                 | 6.       |                  |
| 1986/1987                                | 2. ČNHL – sk. C                    | 3.     | 8  | 8.  |                                                                 | 8.       | Sestup           |
| 1987/1988                                | Středočeský krajský přebor         | 4.     | ?  | 1.  |                                                                 | 1.       | Postup           |
| 1988/1989                                | 2. ČNHL – sk. B                    | 3.     | 8  | 6.  |                                                                 | 6.       |                  |
| 1989/1990                                | 2. ČNHL – sk. B                    | 3.     | 8  | 3.  |                                                                 | 3.       |                  |
| 1990/1991                                | 2. ČNHL – sk. B                    | 3.     | 10 | 9.  |                                                                 | 9.       |                  |
| 1991/1992                                | 2. ČNHL – sk. C                    | 3.     | 8  | 6.  |                                                                 | 6.       |                  |
| 1992/1993                                | 2. ČNHL – sk. C                    | 3.     | 8  | 3.  |                                                                 | 3.       |                  |
| Česko (1993 – )                          |                                    |        |    |     |                                                                 |          |                  |
| Ročník                                   | Soutěž                             | Úroveň | PK | ZČ  | Play-off                                                        | Cel. um. | Pozn.            |
| 1993/1994                                | 2. liga – sk. Východ               | 3.     | 16 | 6.  | Ne                                                              | 6.       |                  |
| 1994/1995                                | 2. liga – sk. Východ               | 3.     | 16 | 3.  | Ne                                                              | 3.       |                  |
| 1995/1996                                | 2. liga – sk. Východ               | 3.     | 16 | 7.  | Ne                                                              | 7.       |                  |
| 1996/1997                                | 2. liga – sk. Západ                | 3.     | 16 | 9.  | Ne                                                              | 9.       |                  |
| 1997/1998                                | 2. liga – sk. Východ               | 3.     | 16 | 14. | Ne                                                              | 14.      |                  |
| 1998/1999                                | 2. liga – sk. Západ                | 3.     | 16 | 3.  | Čtvrtfinále (prohra 0:2 na zápasy s HC Ytong Brno)              | 3.       |                  |
| 1999/2000                                | 2. liga – sk. Západ                | 3.     | 20 | 3.  | Semifinále (prohra 0:2 na zápasy s HC Slovan Ústí nad Labem)    | 3.       |                  |
| 2000/2001                                | 2. liga – sk. Západ                | 3.     | 20 | 6.  | Semifinále (prohra 1:2 na zápasy s BK Mladá Boleslav)           | 4.       |                  |
| 2001/2002                                | 2. liga – sk. Střed                | 3.     | 12 | 2.  | Čtvrtfinále (prohra 0:2 na zápasy s SKLH Žďár nad Sázavou)      | 3.       |                  |
| 2002/2003                                | 2. liga – sk. Střed                | 3.     | 12 | 10. | Ne                                                              | 10.      | sk. o udr.       |
| 2003/2004                                | 2. liga – sk. Střed                | 3.     | 12 | 10. | Ne                                                              | 10.      | sk. o udr.       |
| 2004/2005                                | 2. liga – sk. Střed                | 3.     | 12 | 11. | Ne                                                              | 11.      | sk. o udr.       |
| 2005/2006                                | 2. liga – sk. Střed                | 3.     | 12 | 11. | Ne                                                              | 11.      | sk. o udr.       |
| 2006/2007                                | 2. liga – sk. Střed                | 3.     | 12 | 8.  | Osmifinále (prohra 0:3 na zápasy s HC Most)                     | 8.       |                  |
| 2007/2008                                | 2. liga – sk. Střed                | 3.     | 12 | 10. | Ne                                                              | 10.      |                  |
| 2008/2009                                | 2. liga – sk. Západ                | 3.     | 20 | 16. | Osmifinále (prohra 0:2 na zápasy s HC Tábor)                    | 16.      |                  |
| 2009/2010                                | 2. liga – sk. Střed                | 3.     | 10 | 4.  | Čtvrtfinále (prohra 0:3 na zápasy s TJ Stadion Kutná Hora)      | 5.       |                  |
| 2010/2011                                | 2. liga – sk. Střed                | 3.     | 10 | 3.  | Čtvrtfinále (prohra 1:2 na zápasy s NED Hockey Nymburk)         | 5.       |                  |
| 2011/2012                                | 2. liga – sk. Střed                | 3.     | 11 | 6.  | Čtvrtfinále (prohra 1:3 na zápasy s HC BAK Trutnov)             | 6.       |                  |
| 2012/2013                                | 2. liga – sk. Střed                | 3.     | 10 | 4.  | Semifinále (prohra 1:3 na zápasy s SHK Hodonín)                 | 4.       |                  |
| 2013/2014                                | 2. liga – sk. Západ                | 3.     | 17 | 3.  | Semifinále (výhra 1:3 na zápasy nad HC Tábor)                   | 2.       | Baráž            |
| 2014/2015                                | 2. liga – sk. Západ                | 3.     | 17 | 4.  | Čtvrtfinále (prohra 0:3 na zápasy s HC Vlci Jablonec nad Nisou) | 5.       |                  |
| 2015/2016                                | 2. liga – sk. Západ                | 3.     | 18 | 1.  | Čtvrtfinále (prohra 2:3 na zápasy s SKLH Žďár nad Sázavou)      | 5.       |                  |
| 2016/2017                                | 2. liga – sk. Střed                | 3.     | 10 | 5.  | Osmifinále (prohra 3:4 na zápasy s HC Stadion Vrchlabí)         | 5.       |                  |
| 2017/2018                                | 2. liga – sk. Střed                | 3.     | 10 | 3.  | Čtvrtfinále (prohra 0:3 na zápasy s SKLH Žďár nad Sázavou)      | 4.       |                  |
| 2018/2019                                | 2. liga – sk. Střed                | 3.     | 7  | 3.  | Čtvrtfinále (prohra 1:3 na zápasy s HC Stadion Vrchlabí)        | 2.       |                  |
| 2019/2020                                | 2. liga – sk. Střed                | 3.     | 7  | 1.  | play-off zrušeno kvůli pandemii covidu-19                       | 1.       | Postup           |
| 2020/2021                                | 1. liga                            | 2.     | 18 | 16. | Ne                                                              | 16.      |                  |
| 2021/2022                                | 1. liga                            | 2.     | 17 | 9.  | Předkolo (prohra 1:2 na zápasy s LHK Jestřábi Prostějov)        | 9.       |                  |
| 2022/2023                                | 1. liga                            | 2.     | 14 | 11. | Ne                                                              | 11.      |                  |
| 2023/2024                                | 1. liga                            | 2.     | 14 | 12. | Ne                                                              | 12.      |                  |
| 2024/2025                                | 1. liga                            | 2.     | 14 | 12. | Ne                                                              | 12.      |                  |